# Basil Bernstein
Basil Bernstein, britanski sociolog in lingvist, * 1. november 1924, London, Anglija, Združeno kraljestvo, † 24. september 2000, London.
Najbolj je poznan po svojem razlikovanju med eleborirano kodo in restriktivno kodo jezika.